# 1812 в Україні

## Події
- Французько-російська війна (1812)
- Чума в Одесі

## Особи

### Народились
- 2 лютого, Гребінка Євген Павлович (1812—1848) — український письменник, педагог, видавець.
- 8 лютого, Аґенор Ґолуховський (намісник) (1812—1875) — граф, польський аристократ.
- 10 травня, Айвазовський Гаврило (1812—1880) — вірменський релігійний діяч, ерудит, вчений, літератор, перекладач.
- 15 травня, Вільгельм Шмід (1812—1872) — львівський архітектор.
- 17 травня, Дріянський Єгор Едуардович (1812—1873) — український російськомовний письменник.
- 21 серпня, Герке Антон Августович (1816—1870) — російський піаніст та музичний педагог.
- 29 вересня, Євдоксій Гурмузакі (1812—1874) — історик, політик, Крайовий голова Буковини, журналіст, викладач Чернівецького університету, засновник газети «Буковина», засновник румунського товариства «Жуніміа»,
- 20 листопада, Малиновський Михайло Іванович (1812—1894) — руський церковний та громадсько-політичний діяч, греко-католицький публіцист, історик. Один із засновників Головної Руської Ради, театру товариства «Руська бесіда».
- Гордієнко Єгор Степанович (1812—1897) — фармаколог і фармацевт, доктор медицини, професор, громадський діяч.
- Кащенко Василь Васильович (1812—1894) — український садівник, помолог і лісівник.
- Кобилиця Лук'ян (1812—1851) — громадський і політичний діяч, керівник селянського руху на теренах австрійської частини Буковини в 1840-х рр.
- Леонтович Теодор Іванович (1812—1886) — український піаніст, письменник, композитор, музичний критик, громадсько-політичний діяч.
- Мельниченко Павло Сидорович (1812—1850) — український садівник і лісівник.

### Померли
- 12 січня, Феофан Шиянов-Чернявський (1741—1812) — український освітній та релігійний діяч, ректор Чернігівської духовної семінарії.
- 15 січня, Каєтан Кіцький (1740/1745 — 1812) — польський римо-католицький релігійний діяч, львівський латинський архієпископ з 1797 року, ректор Львівського університету 1800—1801 року.
- 29 серпня, Вітторіо Амадео Поджіо (? — 1812) — військовий діяч, поміщик і підприємець, секунд-майор.
- 17 жовтня, Кутка Іван (1750—1812) — церковний діяч, просвітитель.
- 12 грудня, Станіслав Трембецький (1737—1812) — польський поет, представник класицизму і рококо, придворний поет останнього короля Речі Посполитої Станіслава Понятовського.
- 18 грудня, Ієронім Януш Санґушко (1743—1812) — староста черкаський і казимирський, мечник великий литовський з 1775 року, воєвода волинський з 11 грудня 1775 року.
- Щуровський Тимофій (1740—1812) — унійний церковний діяч, василіянський місіонер і проповідник.

## Засновані, створені
- Хотинський повіт
- Нікітський ботанічний сад
- Хрестовоздвиженський храм (Дніпро)
- Харьковскій Еженедельникъ
- Гімназія № 1 ім. К.Д.Ушинського у Сімферополі
- Свято-Троїцька церква (Котельва)
- Церква Благовіщення Пресвятої Богородиці (Середній Студений)
- Собор Різдва Богородиці (Кропивницький)
- Мала Антонівка
- Нижні Сірогози
- Новодмитрівка (Бериславський район)
- Олександрівка (Горохівська сільська громада)
- Ревуха (Шепетівський район)
- Бессарабське
- Гаврилівка (Мелітопольський район)
- Явкине

## Зникли, скасовані
- Харьковскій Еженедельникъ